# Робин из Холдернесса
Робин из Холдернесса (англ. Robin of Holderness; погиб весной 1469 года при Йорке, Йоркшир, Королевство Англия) — руководитель восстания против Йорков, которое произошло в Восточном Райдинге Йоркшира и стало частью Войн Алой и Белой розы. Робин добивался восстановления в правах Генри Перси, 4-го графа Нортумберленда — сторонника Ланкастеров, чьи владения и титул король Эдуард IV Йоркский передал Джону Невиллу. Он был разбит Невиллом у стен Йорка, взят в плен и тут же обезглавлен.